# Lieu d'art et action contemporaine de Dunkerque
 (août 2017).
Si vous disposez d'ouvrages ou d'articles de référence ou si vous connaissez des sites web de qualité traitant du thème abordé ici, merci de compléter l'article en donnant les références utiles à sa vérifiabilité et en les liant à la section « Notes et références ».
Le Lieu d'art et action contemporaine de Dunkerque (LAAC), anciennement musée d'Art contemporain de Dunkerque, est un musée d'art contemporain constitué d'un bâtiment et d'un jardin de sculptures.

## Historique
Le LAAC a été fondé grâce au travail entrepris, au début des années 1970, par Gilbert Delaine, un ingénieur, néophyte en matière d'art contemporain, mais qui aurait eu un véritable coup de foudre pour une peinture abstraite de Ladislas Kijno en feuilletant un magazine d'art.
Gilbert Delaine crée, en 1974, une association nommée L'Art contemporain, dans le but de réunir une collection pour la ville. Il réussit, en partie grâce à la loi Malraux, à intéresser à son projet des industriels, des personnalités et des artistes comme Ladislas Kijno, Victor Vasarely, Alfred Manessier, Jean Le Moal, Arthur Van Hecke, Joan Mitchell, Arman, César ou Karel Appel.
Ni esthète, ni spéculateur, mais véritable amateur d'art, Delaine achète selon ses coups de cœur. Aux artistes, il leur demande d'offrir une œuvre pour chaque pièce achetée par l'association et, en 1982, neuf cents œuvres sont ainsi rassemblées. C'est aussi cette année, en décembre, qu'est inauguré le bâtiment du musée d'Art contemporain conçu par l'architecte Jean Willerval, au cœur du jardin de sculptures composé par le paysagiste Gilbert Samel, inauguré quant à lui en 1980.
En 1990, il présente une rétrospective « Prix Niépce, 1995-1990, Photographie » avec les œuvres, notamment de Jean Dieuzaide, Robert Doisneau, Jean-Louis Swiners, Jean-Marc Zaorski et Patrick Zachmann.
De nombreux problèmes surgissent sous forme de conflits politiques locaux, de problèmes d'assurances et de dégâts des eaux. Le musée ferme ses portes en 1997. La collection est enrichie avec comme objectif de couvrir toute la création contemporaine de 1945 à nos jours. Le FRAC Nord-Pas-de-Calais, le Centre Pompidou et le musée d'Art moderne de Lille prêtent des œuvres, et le musée d'Art contemporain de Dunkerque rouvre le 24 juin 2005 sous le nom de LAAC,.

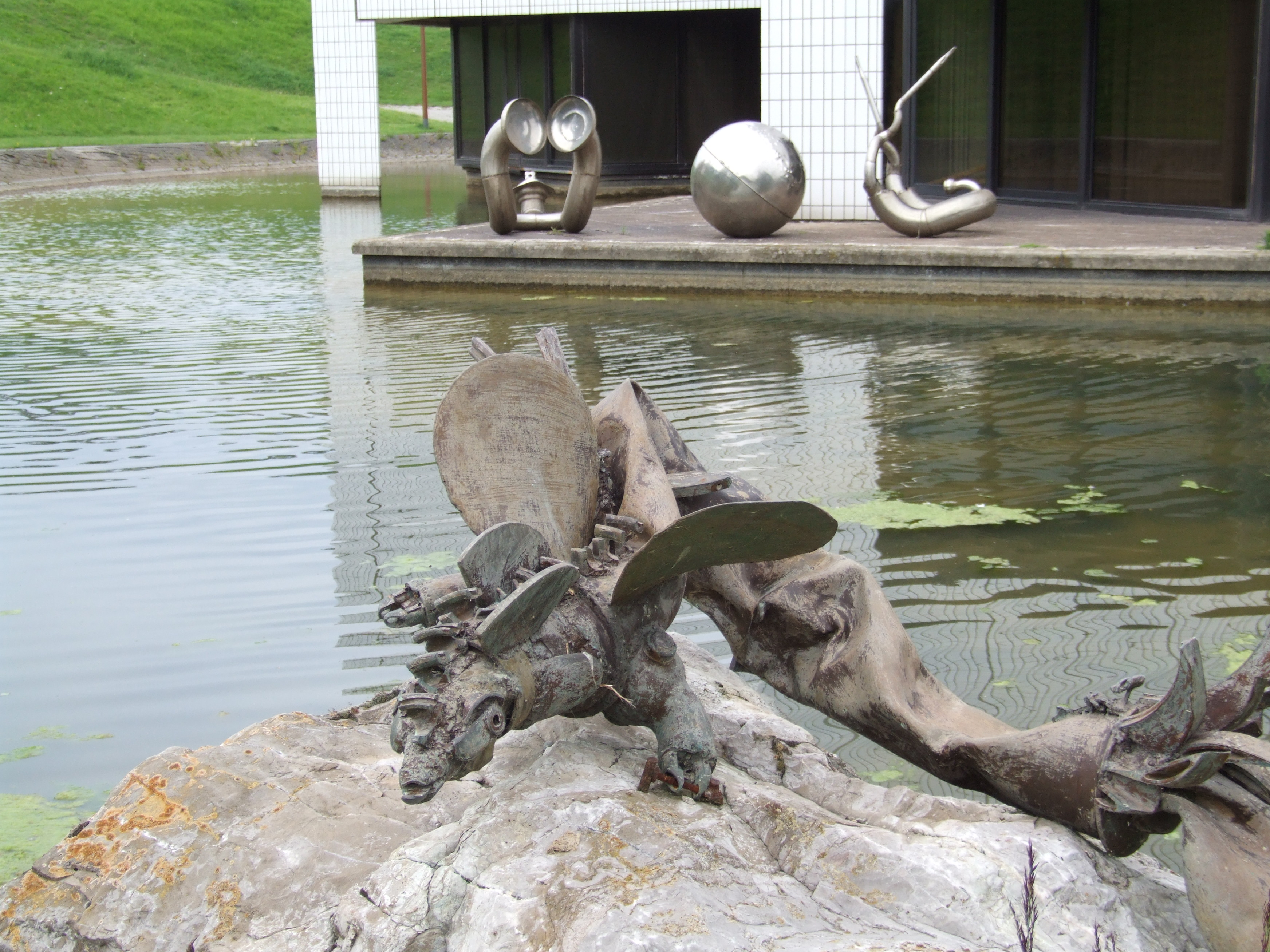
Vue du jardin de sculptures devant l'entrée principale.

## Le bâtiment
Le bâtiment conçu par Jean Willerval présente une forme singulière, dont l'enveloppe couverte de céramique blanche tranche avec son environnement paysage :
Le plan est carré, coupé selon les médianes et les diagonales par les brèches des vitrages et prolongé par "huit alcôves" en croix grecque. Mais c'est moins qu'un tracé : les traces de la lumière se répondant d'une ouverture à l'autre, selon une géométrie qui change avec les heures du jour. La symétrie qui est évidente — et nécessaire — est toujours niée quelque part, selon la règle subtile qui est celle des modernes.
Le bâtiment est rénové en 2005 par les architectes Benoît Grafteaux et Richard Klein qui retravaillent l'éclairage, l'acoustique et mettent en place un mobilier modelant les espaces, permettant notamment la création du cabinet d'arts graphiques en mezzanine.
Le bâtiment se situe au cœur d’un jardin de sculptures, d’eau et de pierre.

## Collection
Le LAAC conserve une collection d'art des années 1945 à 1980 composée de plus de 1 500 pièces, peintures, sculptures, dessins, estampes, et photographies. Autour de Circus de Karel Appel, le LAAC conserve un riche ensemble d’œuvres d’artistes de CoBrA. Le LAAC réunit de très nombreuses œuvres d’abstraction lyrique et informelle (Hugh Weiss, Pierre Soulages, Hans Hartung, Alfred Manessier, Joan Mitchell…), quinze sculptures des nouveaux réalistes Arman, César ou Niki de Saint Phalle, une pièce majeure d’Andy Warhol (Car Crash), et plusieurs œuvres d’artistes de la figuration narrative, tels Bernard Rancillac, Hervé Télémaque ou Peter Klasen.
D’autres tendances et mouvements artistiques de la seconde moitié du XXe siècle sont également représentés : abstraction géométrique, art concret, Supports/Surfaces. Le LAAC permet enfin de découvrir des artistes du Nord tels Eugène Leroy, Eugène Dodeigne, Bernard Guerbadot ou Édouard Pignon.

## Artistes, œuvres et expositions

### Artistes ou groupes représentés
- Karel Appel
- Arman
- Atila Biro
- César
- Anna-Eva Bergman
- John Christoforou
- Geneviève Claisse
- CoBrA
- Olivier Debré
- Sonia Delaunay
- Eugène Dodeigne
- André Fougeron
- Gérard Fromanger
- Hans Hartung
- Christian Jaccard
- Ladislas Kijno
- Alfred Manessier
- Joan Mitchell
- Jacques Monory
- Édouard Pignon
- Bernard Rancillac
- Jean Roulland
- Pierre Soulages
- Supports/Surfaces
- Hervé Télémaque
- Arthur Van Hecke
- Victor Vasarely
- Maria Helena Vieira da Silva
- Andy Warhol

### Œuvres conservées

#### Dans le jardin de sculptures
Un ensemble de 19 sculptures dont :
- Les Pleureuses d'Eugène Dodeigne, 1979 ;
- Le Poisson de Karel Appel, 1982 ;
- Deux Arcs de 204° chacun de Bernar Venet, 1983.

#### Dans le musée
Les œuvres sont présentées en fonction du programme d'expositions.
- Valise-expansion de César, 1970.
- Appel Circus de Karel Appel.
- Sans titre de Joan Mitchell.
- Personnage brun-rouge d’Olivier Debré.
- Colonne de Bernard Pagès.
- Le Christ de Résurrection, bronze de Jean Roulland.
- Perchoir ; La Bête bourgeoise d'Hervé Télémaque.
- Autoportrait d'Eugène Leroy.
- L'Homme du rail de Marcel-Louis Baugniet[10], 1923.
- Le Musée de Ben de Ben Vautier.

Sur la mezzanine, le vaste cabinet d'art graphiques permet de découvrir près de 150 dessins et estampes comme l'album Miserere de Georges Rouault, les trois albums Appel Circus de Karel Appel, ou encore des sérigraphies d'Auguste Herbin et de Victor Vasarely, des fusains d'Eugène Dodeigne, des lithographies de Maurice Estève, des aquarelles d'Édouard Pignon…

### Expositions temporaires
- 2019-2020 : 
  - 27 janvier 2020 - 25 octobre 2020 : « Michèle Katz, Chronique d'une femme mariée », cabinet d'arts graphiques ;
  - 16 novembre 2019 - 15 mars 2020 : « COSMOS, silence, on tourne ! »
- 2018-2019 : 
  - 18 mai 2019 - 5 janvier 2020 : « Le LAAC côté jardin avec Gilbert Samel », cabinet d'arts graphiques ;
  - 4 mai 2019 - 20 octobre 2019 : « Gigantisme. Art et Industrie » ;
  - 6 novembre 2018 - 12 mai 2019 : « Miserere » de Georges Rouault, cabinet d'arts graphiques ;
  - 22 septembre 2018 - 24 mars 2019 : « Un autre œil. D’Apollinaire à aujourd’hui  ».
- 2017-2018 :
  - 21 avril - 26 août 2018 : « Enchanté » ;
  - 14 octobre 2017 - 25 mars 2018 : « Collection d’hiver ».
- 2014-2015 :
  - 27 mars - 20 septembre 2015 : « Françoise Pétrovitch rencontre les collections du LAAC et du Frac Nord-Pas de Calais.
- 2013-2014 :
  - 6 avril - 15 septembre 2013 : « Poétique d'objets » ;
  - 19 octobre 2013 - 2 mars 2014 : « Multiples uniques » ;
  - 12 avril - 19 octobre 2014 : « L'aventure d'une passion / Gilbert Delaine, un homme, un musée » ;
  - 15 novembre 2014 - 15 février 2015 : « 20 000 lieux, voyage dans les collections de Société Générale et du LAAC » ;
  - 15 novembre 2014 - 15 février 2015 : « Donation Dewasne ».
- 2011-2012 :
  - 9 avril 2011 - 9 avril 2012 : « Les années 68 » ;
  - 12 mai - 16 septembre 2012 : « Dessiner-tracer » ;
  - 20 octobre 2012 - 3 mars 2013 : « CoBrA sous le regard d'un passionné ».
- 2010-2011 :
  - 9 octobre 2010 - 5 mars 2011 : « Jacques Doucet, le CoBrA français » ;
  - 9 octobre 2010 - 5 mars 2011 : « Eugène Leroy, Marines ».
- 2010 : 
  - 7 mars - 19 septembre : « Mark Brusse, Heureusement l'art n'est pas raisonnable » ;
  - 7 mars - 19 septembre : « Appartement témoin, Michel Laubu ».
- 2009 :
  - 14 mars - 20 septembre : « Olivier Debré, Signes-personnages » ;
  - 21 juin - 20 septembre : « Charles Gadenne, dessins » ;
  - 3 octobre - 13 février 2010 : « Peter Klasen, la mémoire du regard, l'œuvre photographique ».
- 2008 :
  - 16 février - 18 mai : « Bertrand Gadenne - Etienne Pressager » ;
  - 6 mai - 21 septembre : « César Domela, la vision tactile » ;
  - 11 octobre - 21 février 2009 : « Anthony Caro, sculptures d'acier ».
- 2007 :
  - 3 mars - 3 juin : « La parution sms », cabinet d'arts graphiques ;
  - 3 mars - 10 juin : « Marie Raymond / Yves Klein » ;
  - 28 juin - 28 octobre : « Fragmente einer Geschichte / Particules d'Histoire » de Gerhard Richter à Markus Sixay.
  - 10 novembre - 2 mars 2008 : « Jürgen Nefzger - war games » (photographie).
- 1990 : 11 mai - 15 juin : « Prix Niépce 1955-1990 Photographie ».
- 1987 : octobre - décembre : « Sophie Boursat ».